# Palais Branicki (Białystok)
Le Palais Branicki à Białystok était la résidence de l'hetman, castellan de Cracovie Jan Klemens Branicki de 1689 à 1771. Il fut construit en style baroque au milieu du XVIIIe siècle sur base d'un bâtiment préexistant. Il est considéré comme le « Versailles de Podlachie » ou même le « Versailles de la Pologne ». Par son mobilier luxueux et ses finitions il n'est pas inférieur au Palais de Wilanów. Dans le parc paysager, subsistent un arsenal, une orangerie un pavillon pour les hôtes. La ville de Białystok reçut le statut de ville après la construction de ce château. 
Il fut endommagé pendant la Seconde Guerre mondiale et reconstruit à l'identique. De nos jours, le palais est occupé par l'Institut de médecine. Dans la grande salle, du fait de son excellente acoustique, se tiennent régulièrement des festivals internationaux de chœurs de musique sacrée. 

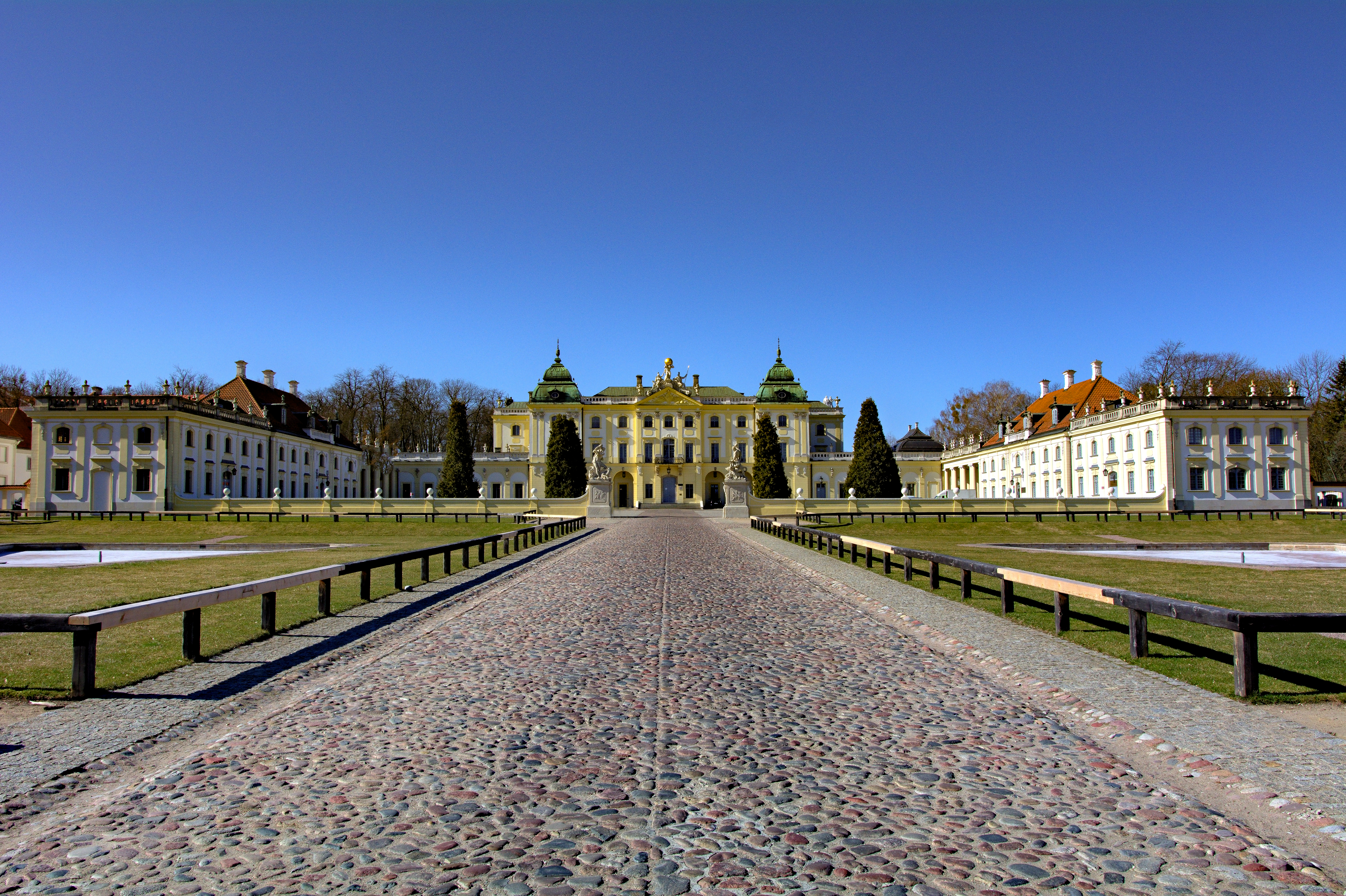
Palais de Branicki à Białystok.

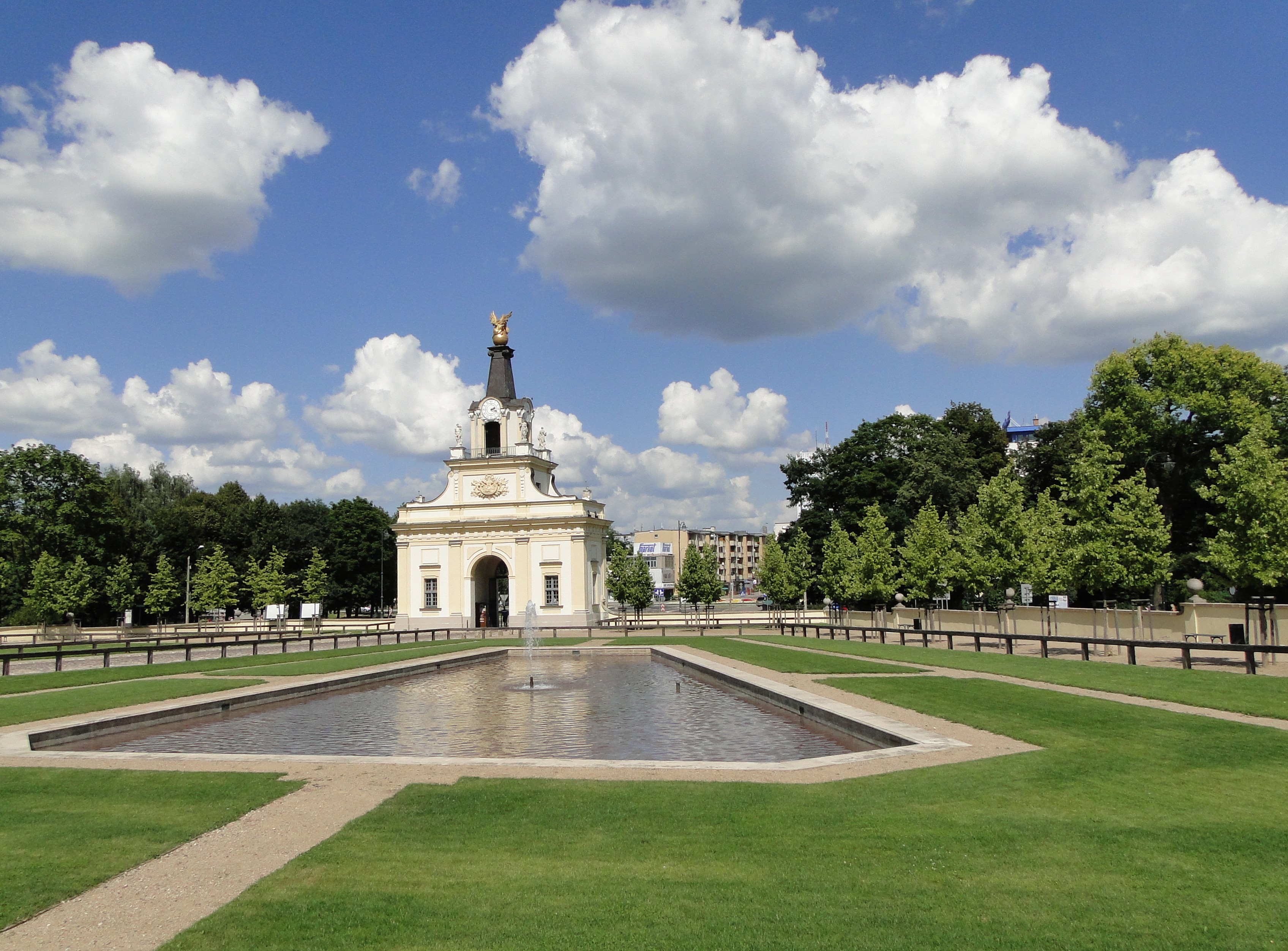
La porte de Gryf